# ژاکوب بالزرت
ژاکوب بالزرت (انگلیسی: Jakob Balzert; ۶ ژانویهٔ ۱۹۱۸ – ۲۳ ژوئن ۱۹۹۷) بازیکن فوتبال اهل آلمان بود.
از باشگاه‌هایی که در آن بازی کرده‌است می‌توان به باشگاه فوتبال زاربروکن اشاره کرد.
وی همچنین در تیم ملی فوتبال زارلند بازی کرده‌است.